# 英雄小八路
英雄小八路是中華人民共和國於1962年（一說1961年）上映的一部電影，由上海天马电影制片厂拍攝，編劇為周郁輝，導演為高衡。電影主題曲是我們是共產主義接班人。該電影的故事原型是福建厦门禾山第四中心小学（何厝小学）的13位小學生，他們在八二三砲戰期間組成前线少年支前活动大队，慰問和支援當時位於中華人民共和國與中華民國廈門-金門對峙前線的中國人民解放軍，這些學生後來被共青团厦门市委授予英雄小八路稱號。